# Mazzano
Mazzano (lombardul: Mazà) település Olaszországban, Lombardia régióban, Brescia megyében. Lakosainak száma 12 635 fő (2023. január 1.). Mazzano Bedizzole, Calcinato, Castenedolo, Nuvolera és Rezzato községekkel határos.

## Népesség
A település lakossága az elmúlt években az alábbi módon változott:
| Lakosok száma | 12 241 | 12 341 | 12 635 |
|               | 2017   | 2018   | 2023   |